# VEON
VEON是总部位于荷兰阿姆斯特丹的一家跨国电信公司，主要在亚洲、非洲和欧洲提供服务，它是世界上最大的移动网络运营商之一，用户超过2亿。公司超过一半的收入来自俄罗斯的用户。

## 历史

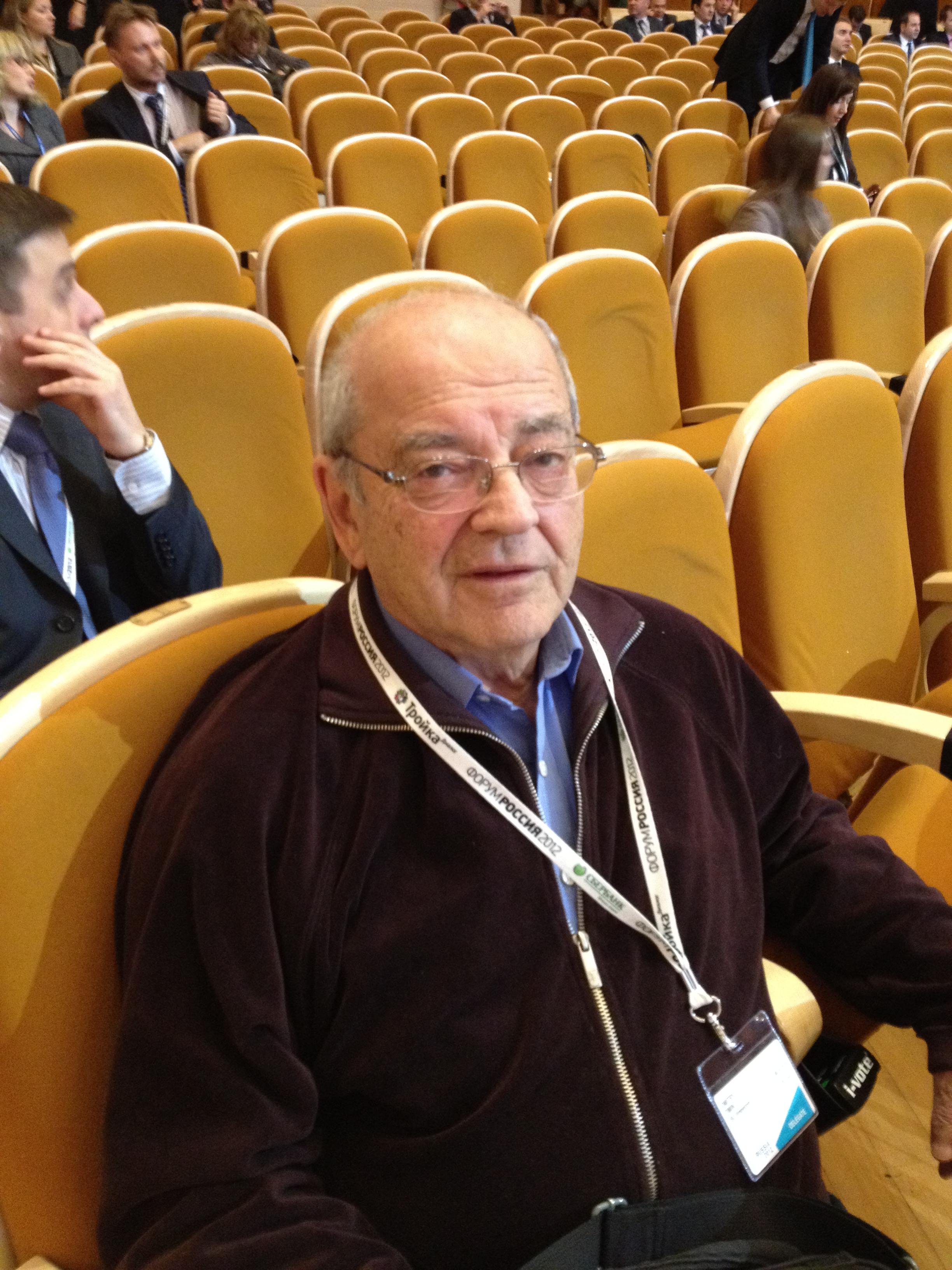
创始人德米特里·子明

1996-2010年间所用商标

其前身俄罗斯公司PJSC VimpelCom由俄罗斯商人德米特里·子明（Dmitry Zimin）和美国商人法贝拉二世（Augie K. Fabela II）创立于1992年，1996年在纽约证券交易所上市，是第一所在该交易所上市的俄罗斯公司。2009年，该公司的股东Telenor和阿尔法集团将它和Kyivstar（乌克兰无线网络运营商）合并，形成VimpelCom Ltd.。2013年9月10日，公司从纽约证券交易所退市，在纳斯达克上市。
2017年2月27日，公司改现名，4月3日宣布将在次日于泛欧交易所上市。